# Arbre de Jessé

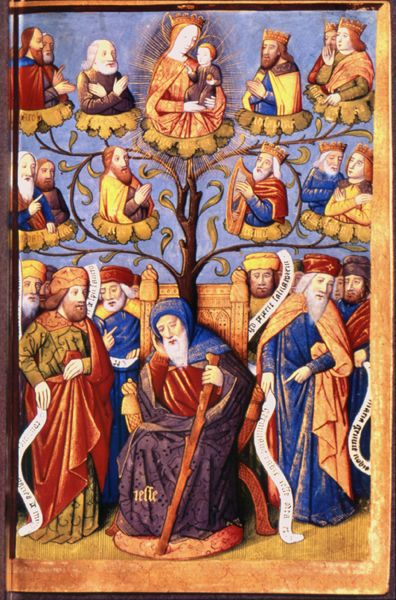
Arbre de Jessé, avec Jessé assis au pied de l'arbre. Arsenal, manuscrit 416 f° 7.

L’arbre de Jessé est un motif fréquent dans l'art chrétien entre le XIIe et le XVe siècle : il représente une schématisation de la généalogie de Jésus, c'est-à-dire l'arbre généalogique présumé de Jésus de Nazareth à partir de Jessé, père du roi David, tel qu'apparaissant dans les Écritures.

## Origine
Il semble que l'origine de ces iconographies remonte à une formule du livre du prophète Isaïe Is 11,1 : 
« Puis un rameau sortira du tronc de Jessé, et un rejeton naîtra de ses racines ». 

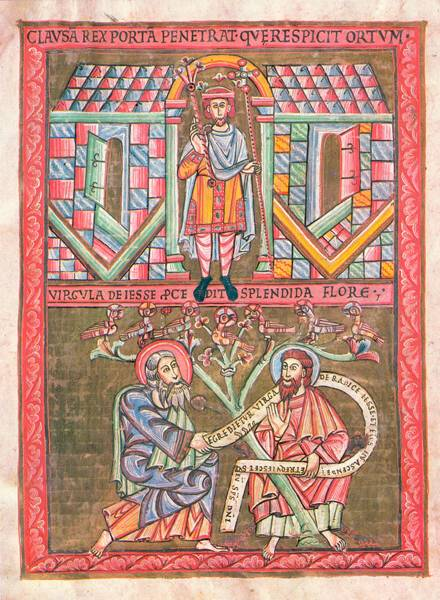
Plus ancienne représentation de l'arbre de Jessé connue, dans le Codex Vyssegradensis

Les artistes combinent cette phrase avec la généalogie de Jésus Christ telle qu'elle apparaît dans l'évangile selon Matthieu (I, 1) : Généalogie de Jésus Christ, fils de David, fils d'Abraham ou selon Luc (3, 23-38). À propos de l'arbre de Jessé, une démarche analogue est souvent faite pour Marie de Nazareth.
La plus ancienne représentation connue du motif de l'arbre de Jessé date de 1086. Elle apparaît dans le Codex Vyssegradensis, évangile du couronnement de Vratislav II de Bohême.
L'arbre de Jessé n'est pas utilisé pour porter un ensemble de figures, comme habituellement. À leur place, un phylactère décrit le passage tiré de la prophétie d'Isaïe de manière littérale. Le prophète s'approche de Jessé, entre les pieds de celui-ci un arbre s'élève; Isaïe entoure Jessé d'une banderole contenant les mots : « un petit rameau sortira de Jessé et donnera une fleur splendide ».

## Iconographie
Jessé est d'abord représenté couché ou à demi couché, puis assis.
Dans le livre de chasse de Gaston Fébus par exemple, Jessé, d'ordinaire endormi allongé, somnole assis en chaire. Les noms des grands ancêtres bibliques de la généalogie du Christ sont inscrits sur la corolle d'où émergent, en buste, les deux plus proches ; les plus importants sont Noé, le grand ancêtre (et « inventeur » de la vigne) et David (le roi modèle par excellence). Jessé est souvent endormi, la tête soutenue par une main. Cette position du dormeur est parfois associée à un songe prophétique concernant la descendance du dormeur. Le Moyen Âge connaissait l'épisode du Songe d'Astyage. Astyage, grand-père de Cyrus le Grand, avait vu en rêve une vigne sortant du ventre de sa fille Mandane.
De même, dans la Vie de Géraud d'Aurillac d'Odon de Cluny, on trouve le récit d'un songe fait par le père de Géraud : « Alors qu'il dormait, il lui fut donné avis d'avoir commerce avec sa femme : un fils lui naîtrait car il lui fut mandé également, ajoute-t-on, de lui donner le nom de Géraud, et il lui fut dit, en outre, que cet enfant serait du tout premier mérite. »

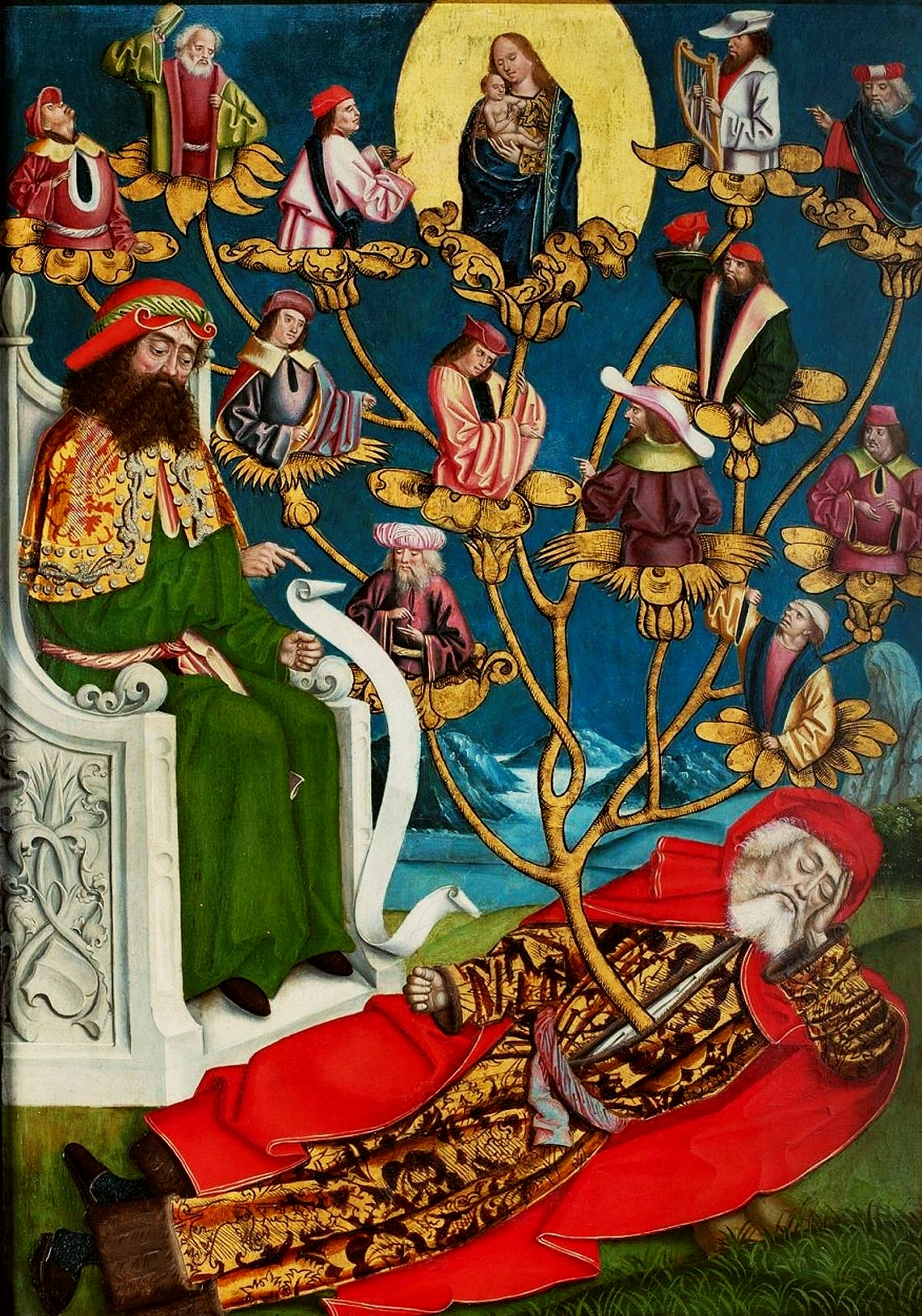
Arbre de Jessé montrant Jessé couché et endormi, par Absolon Stumme, musée de Varsovie, détrempe et feuille d'or sur bois (1499).

L'art roman montre Jessé allongé sur le sol en plein air, mais dans l'art gothique il apparaît plus souvent dans un lit, voire dans un cadre assez luxueux comme dans l'église Saint-Étienne de Beauvais dont le vitrail date de 1520.
De son flanc ou de son ventre, parfois de son dos, ou plus rarement de sa bouche, sort un arbre dont les branches portent les ancêtres supposés de Jésus, notamment David reconnaissable à sa harpe, jusqu'à Marie. Le vitrail de la cathédrale de Chartres représente de bas en haut David, Salomon, Roboam, Abia, Marie et enfin Jésus. S'y ajoutent selon les artistes, les textes qu'ils utilisent et la place dont ils disposent, des personnages de l'Ancien Testament, notamment les prophètes dont les exégètes du Moyen Âge pensent qu'ils ont annoncé la venue du Christ. Ils sont quatorze sur le vitrail de Chartres (leurs noms sont dans les phylactères) : à gauche de bas en haut Nahum, Samuel, Ézéchiel, Zacharie, Moïse, Isaïe, Habacuc, à droite de bas en haut Osée, Amos, Michée, Joël, Balaam, Daniel, Sophonie. Au sommet se trouve Jésus, parfois sur la croix, parfois enfant sur les genoux de sa mère Marie, parfois en majesté, comme sur le vitrail de Chartres. Une colombe tout en haut peut représenter l'Esprit : à Chartres et dans d'autres vitraux, sept figures de colombe entourent Jésus, représentant les sept dons attribués au saint Esprit.
Au XIIIe siècle, l'arbre se développe verticalement, et au XIVe siècle il se ramifie latéralement. Le XIIIe siècle est une période faste pour l'Arbre de Jessé en France. Une période de ralentissement lui succède qui dure une bonne partie du XIVe siècle et se caractérise par l’arrêt de la production dans le vitrail et la sculpture et sa raréfaction dans le manuscrit. Puis l’arbre de Jessé réapparaît au début du XVe siècle, se développe progressivement dans la première moitié du siècle et connaît un nouveau succès dans le troisième quart du XVe siècle, avec une production intense et standardisée dans le vitrail et les incunables. Ce dynamisme perdure pendant toute la première moitié du XVIe siècle dans le vitrail et s'étend aux autres supports. Rien que dans la France du Nord, du XIVe siècle au XVIIe siècle, des recherches en dénombrent, environ 300, sous forme d'enluminures, gravures, vitraux, sculptures, la peintures murales, tapisseries, textiles et arts graphiques, pour une époque où les arbres de Jessé se faisaient plus rares. 

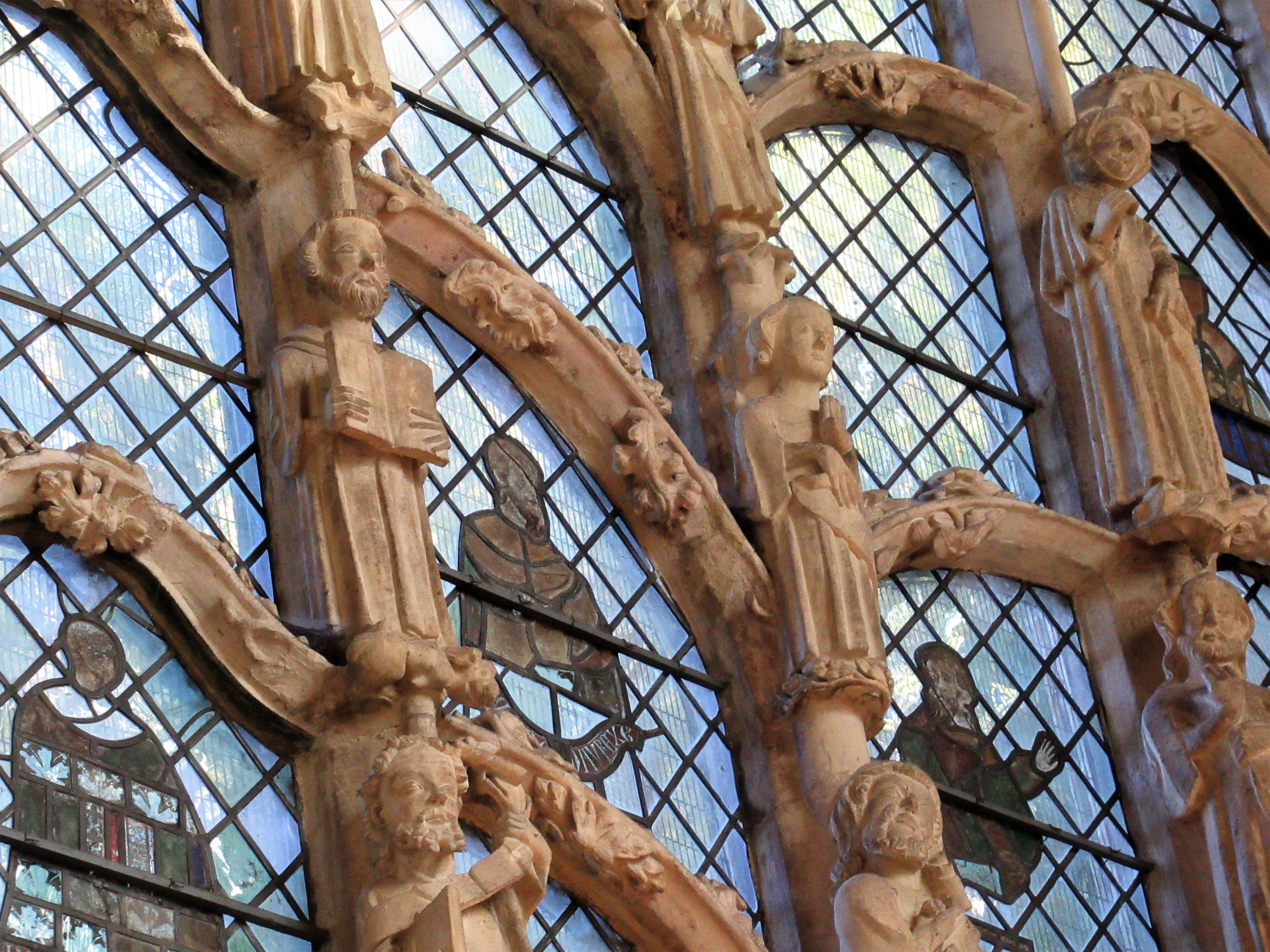
Détail extérieur du vitrail de l'arbre de Jessé, abbaye de Dorchester (Grande-Bretagne).

Une modification de l'emplacement de l’arbre de Jessé accompagne cette diversification. Tout d’abord utilisé comme illustration du début de l'évangile de saint Matthieu, le motif s’oriente, à partir du XIVe siècle, vers un contexte de plus en plus marial, avec le Speculum humanae salvationis ou les livres d’heures. L’arbre de Jessé dans le vitrail connaît souvent un emplacement de choix, chœur de l'édifice ou chapelles mariales. Les protagonistes de l'arbre de Jessé évoluent. Jessé passe parfois de la position allongée à assise. Le Christ et la Vierge qui, aux XIIIe et XIVe siècles, étaient présentés individuellement, forment, à partir du début du XVe siècle, un couple indissociable. Le nombre de rois passe d’un petit nombre à douze. Les prophètes, après une relative disparition, réapparaissent ponctuellement aux côtés de Jessé. Le saint Esprit n'est pratiquement plus représenté. Enfin, l'arbre de Jessé se fait progressivement envahir par d’autres personnages, comme ceux de la sainte parenté.
La place qu'occupe la vierge Marie est déterminante et, au fur et à mesure que l’importance de la Vierge se concrétise, l'arbre de Jessé apparaît comme une généalogie de la Vierge, où ses parents et sa lignée sont représentés.
Encore présent dans l'iconographie chrétienne du XVe siècle et au début du XVIe siècle, le motif décline ensuite et se raréfie, en France, après la Contre-Réforme. Il continue à fleurir en Europe, en Allemagne ou en Autriche. Il retrouve le goût du temps avec le néoroman et néogothique de la fin du XIXe siècle.

## Les supports
L'arbre de Jessé a été un motif populaire dans tous les arts plastiques. On en trouve des exemples dans les manuscrits enluminés, la gravure, le vitrail, la sculpture monumentale, les fresques, les tapisseries, la peinture, les écussons, autels, retables ou la broderie.

### Les manuscrits

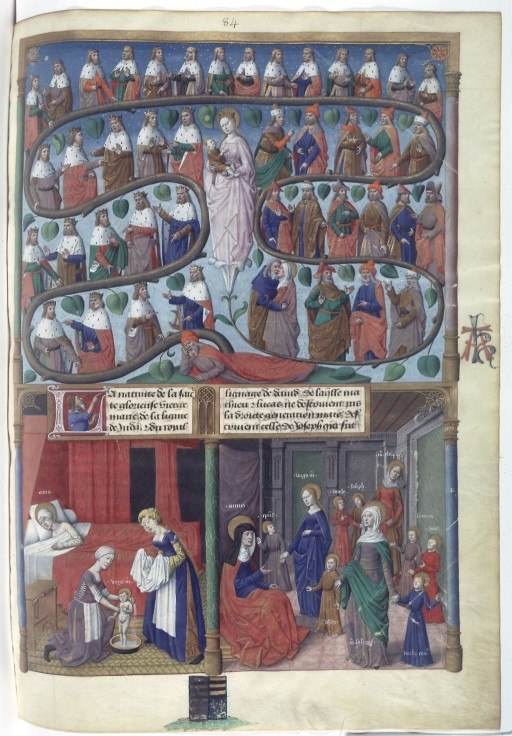
Miniature montrant 43 générations, En dessous, naissance et jeunesse de Marie. Jacques de Besançon, BNF, Paris (vers 1485)

Les arbres de Jessé apparaissent dans des bibles, des psautiers, des livres d'heures.
Le motif apparaît dans plusieurs bibles romanes, dont la Bible de Lambeth, sous forme d'une majuscule décorée au début du Livre d'Isaïe ou de l'évangile de Matthieu. La bible de Saint-Bénigne de Dijon, qui date du XIIe siècle, est une des plus anciennes qui nous soit parvenue ; elle montre Jessé et les sept colombes représentant les sept dons du Saint-Esprit.
Une représentation des 43 générations est donnée dans une miniature du Maître de Jacques de Besançon. La page est extraite de la Légende dorée de Jacques de Voragine, traduite par Jean de Vignay. Le dernier couple, dans cette généalogie, est formé des parents de Marie, Anne et Joachim.

#### Bible des Capucins

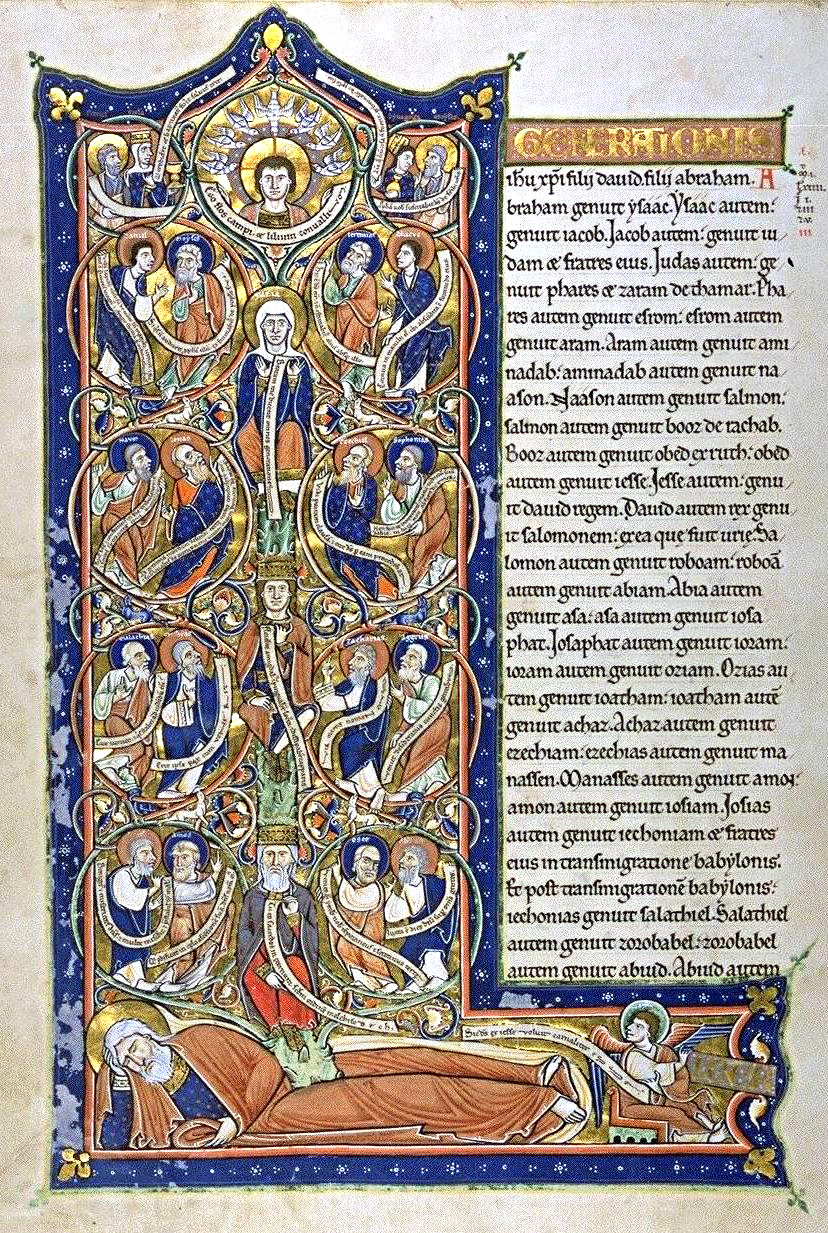
Arbre de Jessé vertical dans une Bible des Capucins, enluminures sur parchemin, BnF (vers 1180)

La Bible des Capucins (dernier quart du XIIe siècle) conservée à la Bibliothèque nationale de France en est un autre exemple, l'arbre de Jessé décorant l'initiale L majuscule du mot Liber generationis dans l'évangile de Matthieu. L'initiale occupe, c’est dire son importance par rapport au texte, les deux tiers de la page. Son emplacement est à la jonction de l’Ancien et du Nouveau Testament, de l’Ancienne et de la Nouvelle Alliance.
Le premier personnage, à la barbe blanche, est le roi David, et non Melchisédech, comme cela est souvent indiqué à tort. Son nom est gravé en rouge sur l'arbre, au-dessus de sa couronne. Il porte un phylactère où est retranscrit le verset 4 du psaume 110 qui lui est attribué : « Tu es prêtre pour l'éternité selon l'ordre de Melchisédech », ce qui est vraisemblablement à l'origine de la confusion. Au-dessus de David se trouve son fils, le roi Salomon, dont le nom est également gravé à même l'arbre. La promesse inscrite sur son phylactère indique que « l’amandier (dont la floraison avant le printemps annonce le temps du renouveau) fleurira, la sauterelle s’alourdira, le fruit du câprier éclatera ». Au-dessus d'eux Marie, dont le phylactère contient le texte : « Toutes les générations me diront bienheureuse », et enfin le Christ adolescent entouré de sept colombes, symboles des sept dons de l'Esprit. Il tient un phylactère qui reproduit le verset (2., 1) du Cantique des Cantiques : « Je suis le narcisse de la Plaine, le lys des vallées ». Dans les médaillons situés de part et d'autre sont représentés dans des rinceaux, des prophètes porteurs de phylactères annonçant la venue du Messie. qui ont annoncé la venue du Messie. Leurs regards et gestes convergent vers Jésus. Le choix, parmi les quarante-deux protagonistes contenus dans la généalogie de Matthieu, de deux rois seulement donne une place de choix à la Vierge qui pourtant n'est pas évoquée dans le texte de l'Évangile. Ceci illustre le fait qu'elle est devenue prépondérante. 
Les deux médaillons du haut qui entourent le Christ signifient l'acceptation ou le refus de l'incarnation du Messie : à sa droite, aux côtés de saint Pierre, l'Église des baptisés (traduction du phylactère « Qui croira et sera baptisé sera sauvé ». À sa gauche, en détournant le regard du Christ, et malgré la présence de Moïse, la Synagogue des circoncis (traduction du phylactère « Qui ne sera pas circoncis sera exclu »).

#### Psautiers

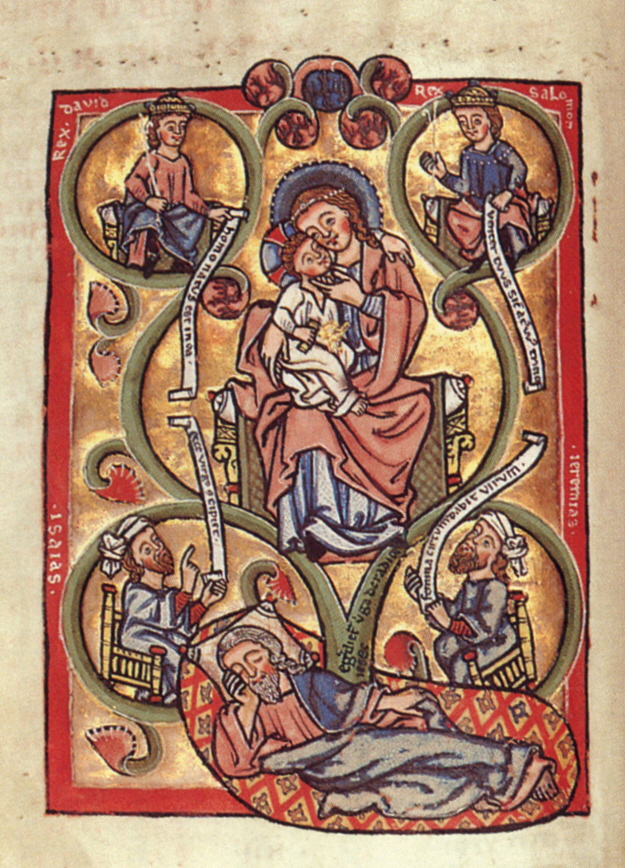
Psautier de Scherenberg, Strasbourg (vers 1260).

Le roi David étant considéré comme l'auteur des Psaumes, les psautiers étaient souvent illustrés d'un arbre de Jessé, où l'arbre de Jessé s'enroule autour du B majuscule du texte latin Beatus Vir au début du premier psaume. Un des premiers exemples en est le psautier de Huntingfield, qui date de la fin du XIIe siècle. La British Library possède un très beau psautier du XIVe siècle, dit de Gorleston. Dans ces deux exemples, Jessé est allongé au pied de la lettrine B. On peut également citer le psautier Macclesfield (Fitzmuseum, Cambridge) et le psautier et livre d'heures de Bedford.
Certains manuscrits consacrent une page entière au motif, en ajoutant des personnages, par exemple la Sibylle de Cumes dans le psautier d'Ingeburge vers 1200 (Musée Condé, Chantilly). Dans un manuscrit conservé à Douai, on trouve un arbre simple avec, de part et d'autre du tronc central, des personnages portant leur nom. Le somptueux frontispice du psautier Tickhill en est un autre exemple.

### Le vitrail
Le vitrail est le support de prédilection, avec les manuscrits, pour la présentation des arbres de Jessé. La forme de la lancette s'y prête particulièrement.
Selon le récit de Suger dans le De administratione, le vitrail de l'arbre de Jessé commençait la série des vitraux de chœur de l'abbatiale de Saint-Denis. Ce vitrail endommagé au moment de la Révolution a été restauré par Eugène Viollet-le-Duc. Il ne subsiste que quatre panneaux anciens datant de 1140-1144.
La verrière No 49 de la cathédrale de Chartres, exécutée entre 1145 et 1155, s'inspire de celle de Saint-Denis. C'est le premier vitrail de la chrétienté représentant la généalogie complète de l'arbre de Jessé. La cathédrale de Troyes en possède également un entier. La cathédrale du Mans en possède plusieurs.
On trouve en fait des vitraux d'arbres de Jessé dans toute l’Europe. La Cathédrale d'York, Cathédrale de Cantorbéry sont d'anciens exemples anglais. Dans l'église Saint-Étienne de Beauvais, il y a un vitrail réalisé par Engrand Leprince. L'église Saint-Godard de Rouen contient un vitrail réalisé par Arnoult de Nimègue en 1506 pour la chapelle de la Vierge.

Chartres
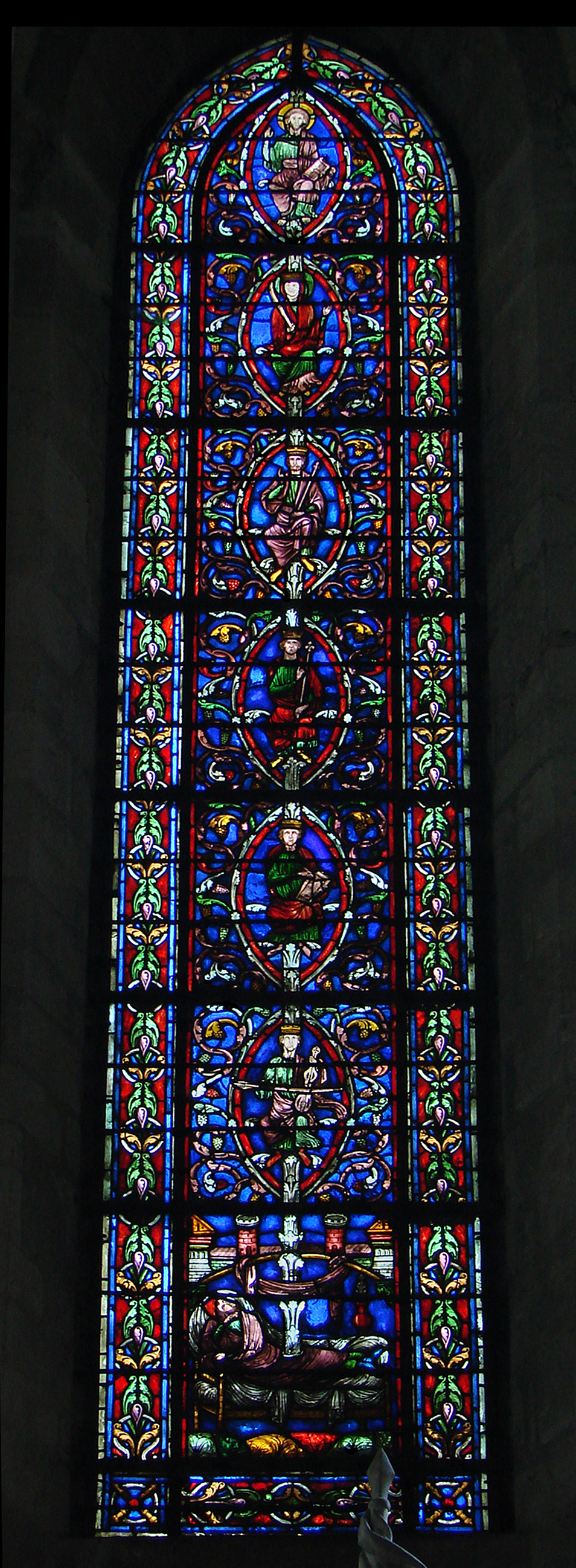
Troyes
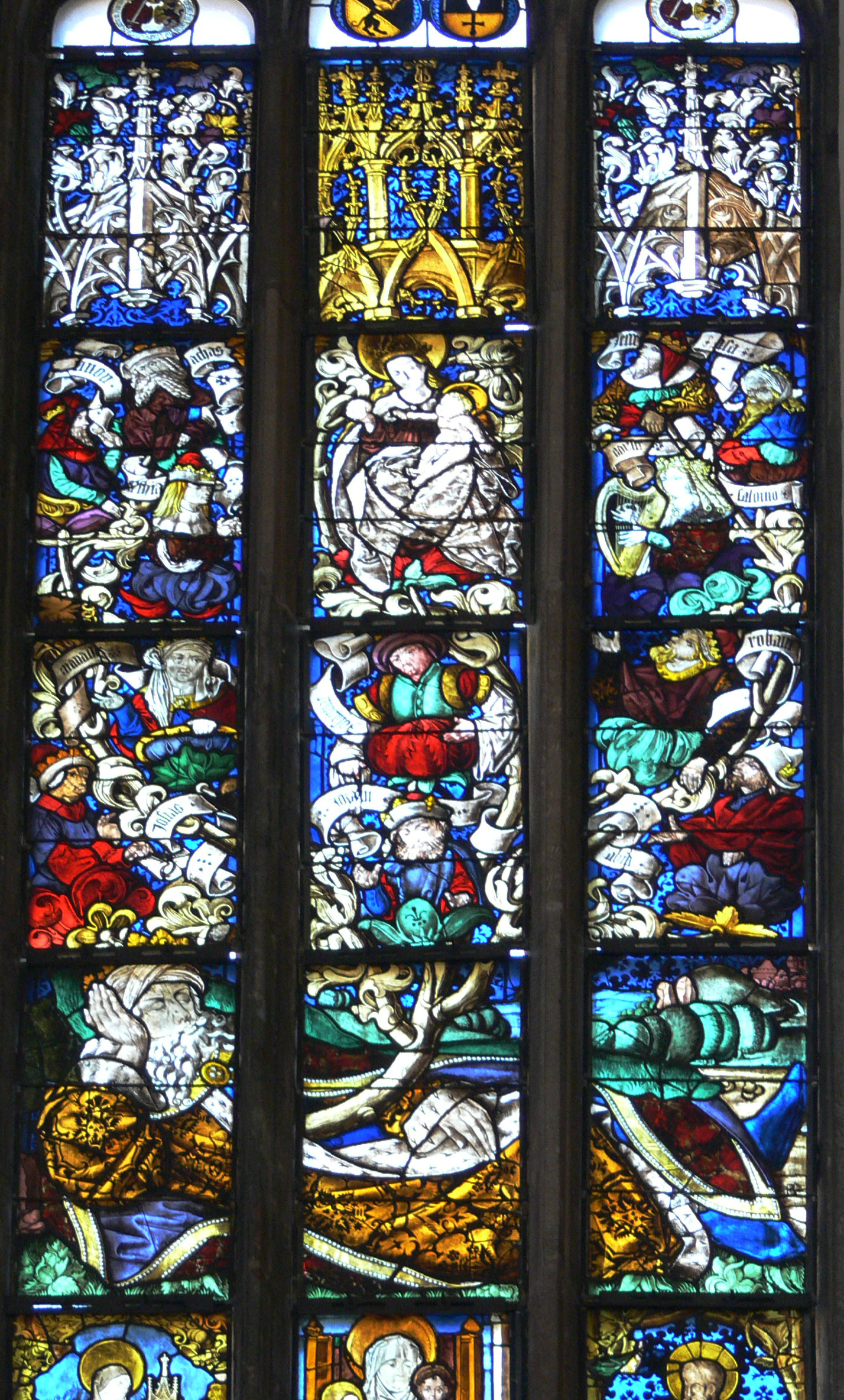
Nuremberg
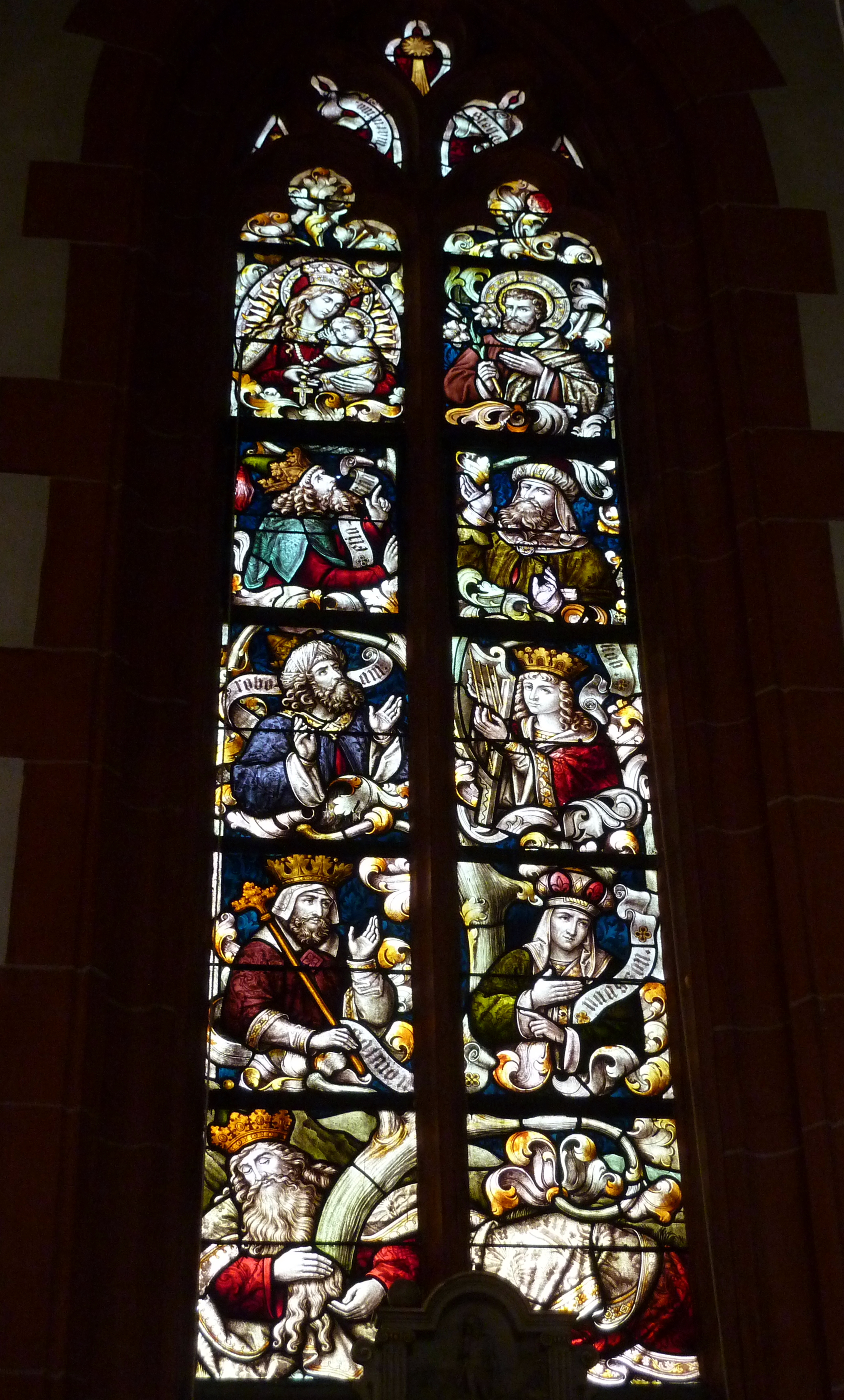
Bernkastel-Kues (de)
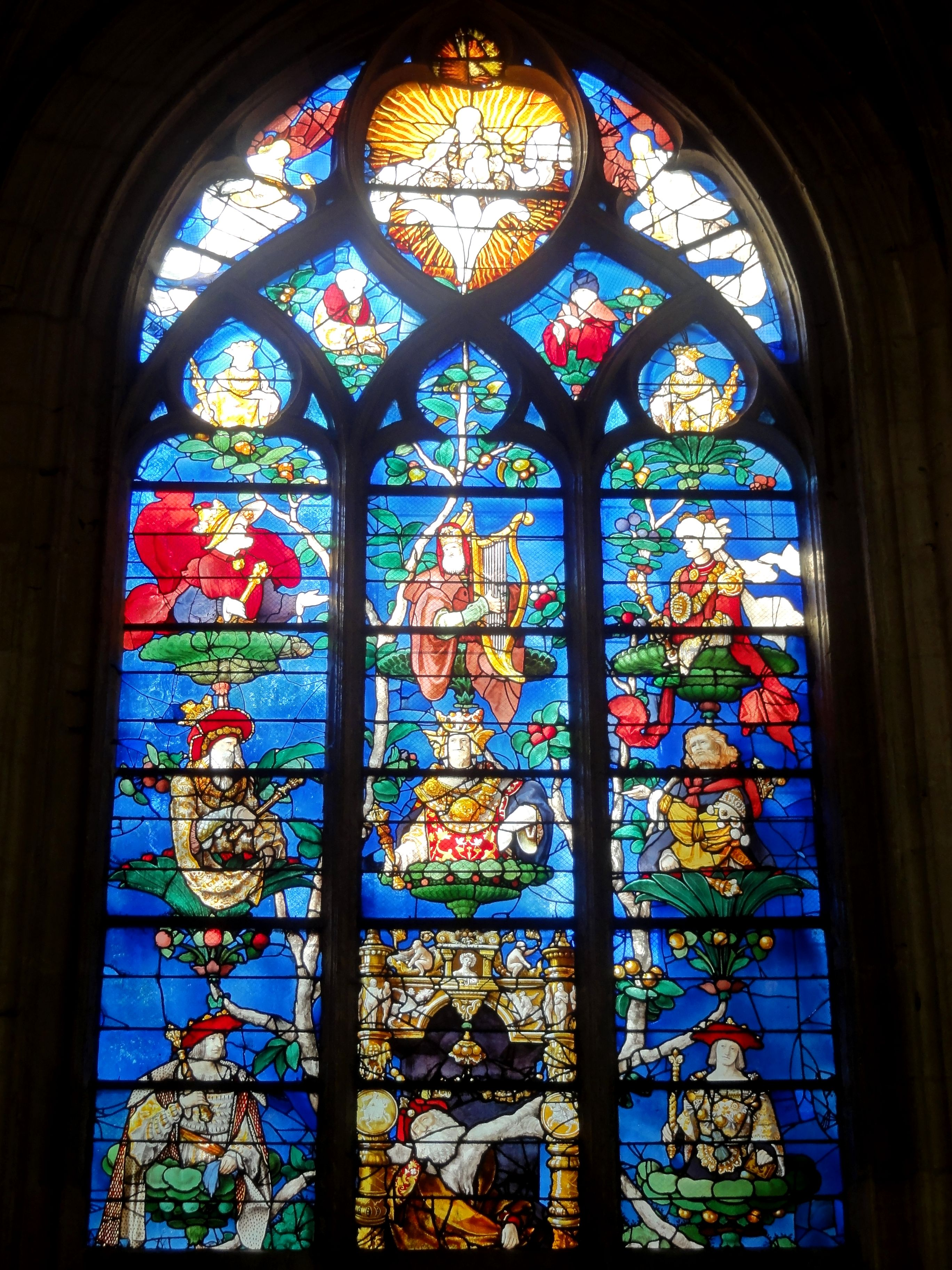
Beauvais
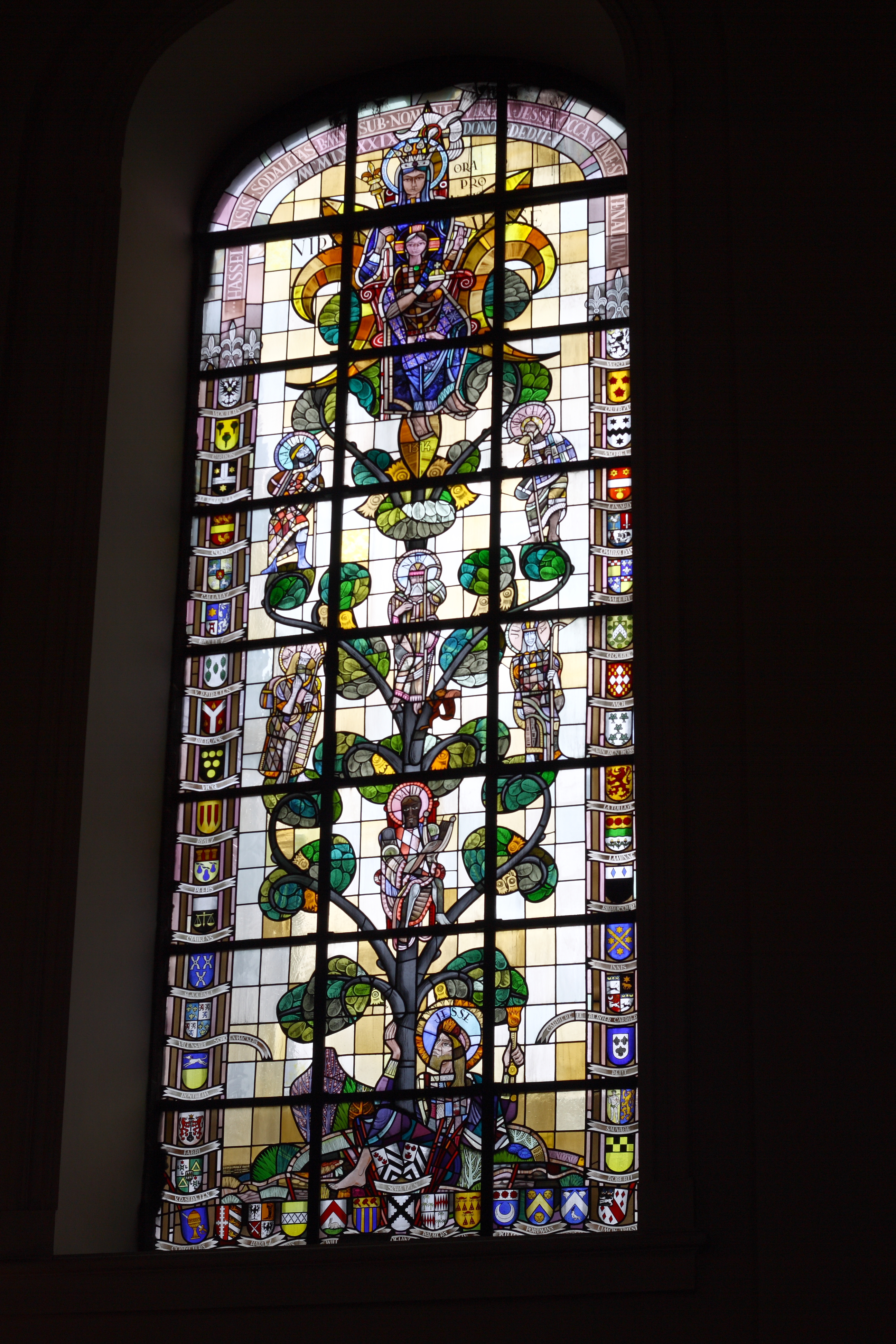
Hasselt
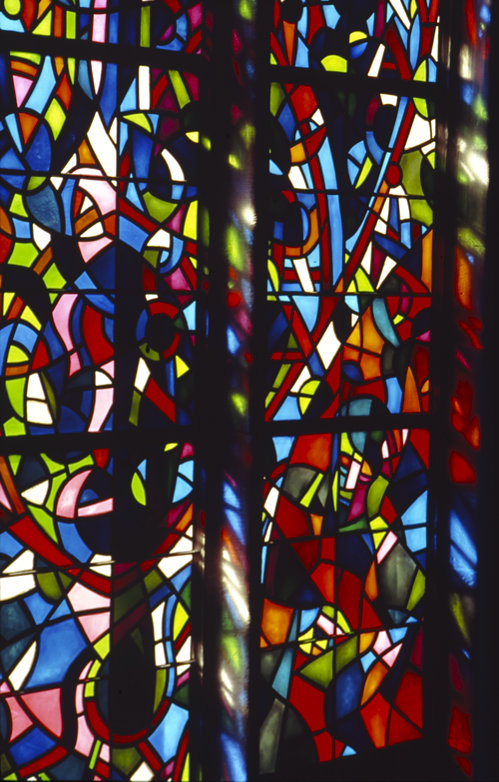
Romont

Des vitraux modernes continuent à être créés. Georges Braque a créé un vitrail représentant un arbre de Jessé de l'église paroissiale Saint-Valery de Varengeville-sur-Mer en 1954. Dans la cathédrale Notre-Dame de Reims, les vitraux contemporains les plus célèbres sont trois fenêtres de Marc Chagall de 1974, situées dans la chapelle axiale, dont un arbre de Jessé. En 1980, l'arbre de Jessé est représenté dans la série Les Prophètes réalisée par Sergio de Castro pour la Collégiale de Romont.

### La sculpture
Les sculptures, en général en pierre, sont moins répandues. On les trouve sous la forme de hauts-reliefs, soit en angle, comme à Issoudun, soit le long de piliers, ou encore en tympans.
Le tympan du grand portail de la cathédrale Notre-Dame de Rouen, réalisé par Pierre des Aubeaux - parfois orthographié « Alobeaux » ou « Desobeaux », en est un splendide exemple. L'église Saint-Étienne de Beauvais possède un tympan dont les têtes ont disparu. La cathédrale de Worms en possède également un.
Parmi d'autres exemples de sculptures monumentales, les arbres de Jessé de la basilique de Saint-Quentin (Aisne), de l'abbatiale de Saint-Riquier (Somme) et de l'église Saint-Gervais-Saint-Protais de Gisors (Eure) doivent être cités.

#### Arbres d'Issoudun
À Issoudun, la chapelle Saint-Roch, intégrée dans le musée de l'Hospice Saint-Roch contient un ensemble unique et exceptionnel de deux arbres regroupés dans une même salle. Ils ont été exécutés au moment de la restauration de la chapelle sous Pierre de la Chèze, recteur de l'Hôtel-Dieu de 1497 à 1510. Ces sculptures de fine pierre calcaire mesurent 5,70 m de haut pour une envergure d'environ 3 m. Elles sont taillées en ronde bosse et en haut-relief et étaient à l'origine polychromes. Ces sculptures s'étendent du sol au plafond. Leur socle en pierre représente un rocher, et sur chacun d'eux repose, couché et endormi, un personnage vêtu de riches habits au-dessus de qui s'élève un arbre.  

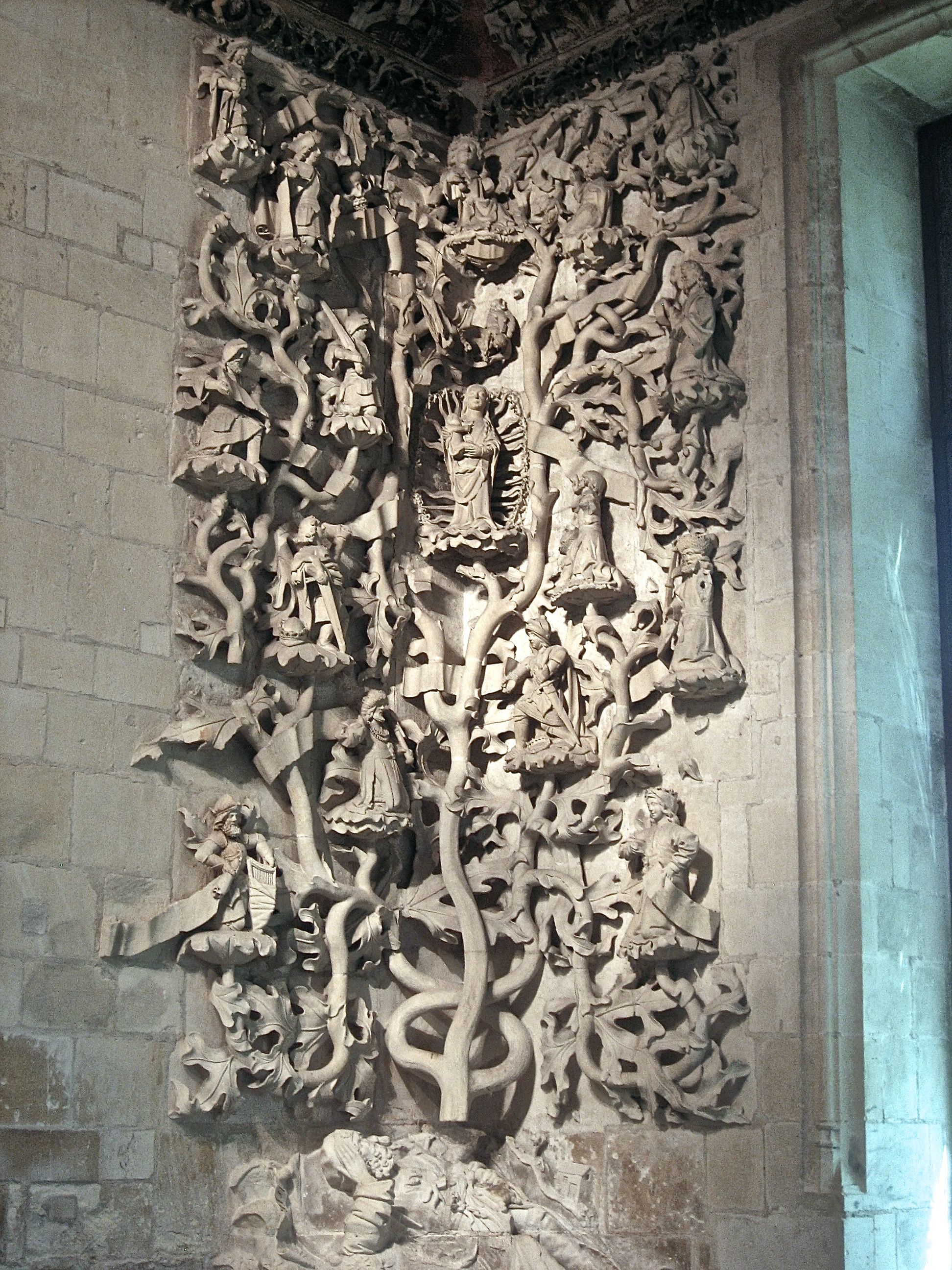
Arbre de Jessé, calcaire, Musée de l'Hospice Saint-Roch à Issoudun (XVIe siècle)

De ces deux arbres, un seul représente un Arbre de Jessé proprement dit, c'est celui de droite. Celui de gauche en enrichit la signification symbolique en illustrant les liens charnels, tant sacerdotaux que royaux, dont Jésus est redevable à sa mère Marie. L'arbre de droite est un figuier. Jessé, dont le nom est indiqué en toutes lettres sur une banderole, est endormi sur son socle, la tête appuyée sur la main droite. L'arbre s'élève, sans le toucher, une vingtaine de centimètres au-dessus de lui. Quinze personnages s'étagent sur ses rameaux. Ils représentent les quinze rois des Hébreux cités par Matthieu au début de son Évangile, depuis David, le fils de Jessé, jusqu'à Jéchonias, le dernier roi ayant régné avant d'être emmené en captivité à Babylone. C'est le seul exemple connu d'Arbre de Jessé qui contienne le nombre exact de rois cités par Matthieu. Les uns sont couverts d'une armure, l'épée à la main, d'autres portent un sceptre et un manteau royal. On ne voit plus les traces des noms qui devaient, à l'origine, être peints sur les phylactères. Le premier roi, en bas à gauche est David reconnaissable à sa lyre. Les autres rois se succèdent ensuite en s'enroulant autour de la Vierge dans le sens des aiguilles d'une montre. Le dernier roi, Jéchonias, se trouve en bas à droite. Au centre, Marie, tient Jésus dans ses bras et s'apprête à être couronnée par deux anges. L'arbre de gauche, un magnifique chêne, « arbre cosmique qui transmet les messages célestes à la terre », traité de manière énergique, aux branches chargées de glands délicatement sculptés, regroupe seize personnages.  

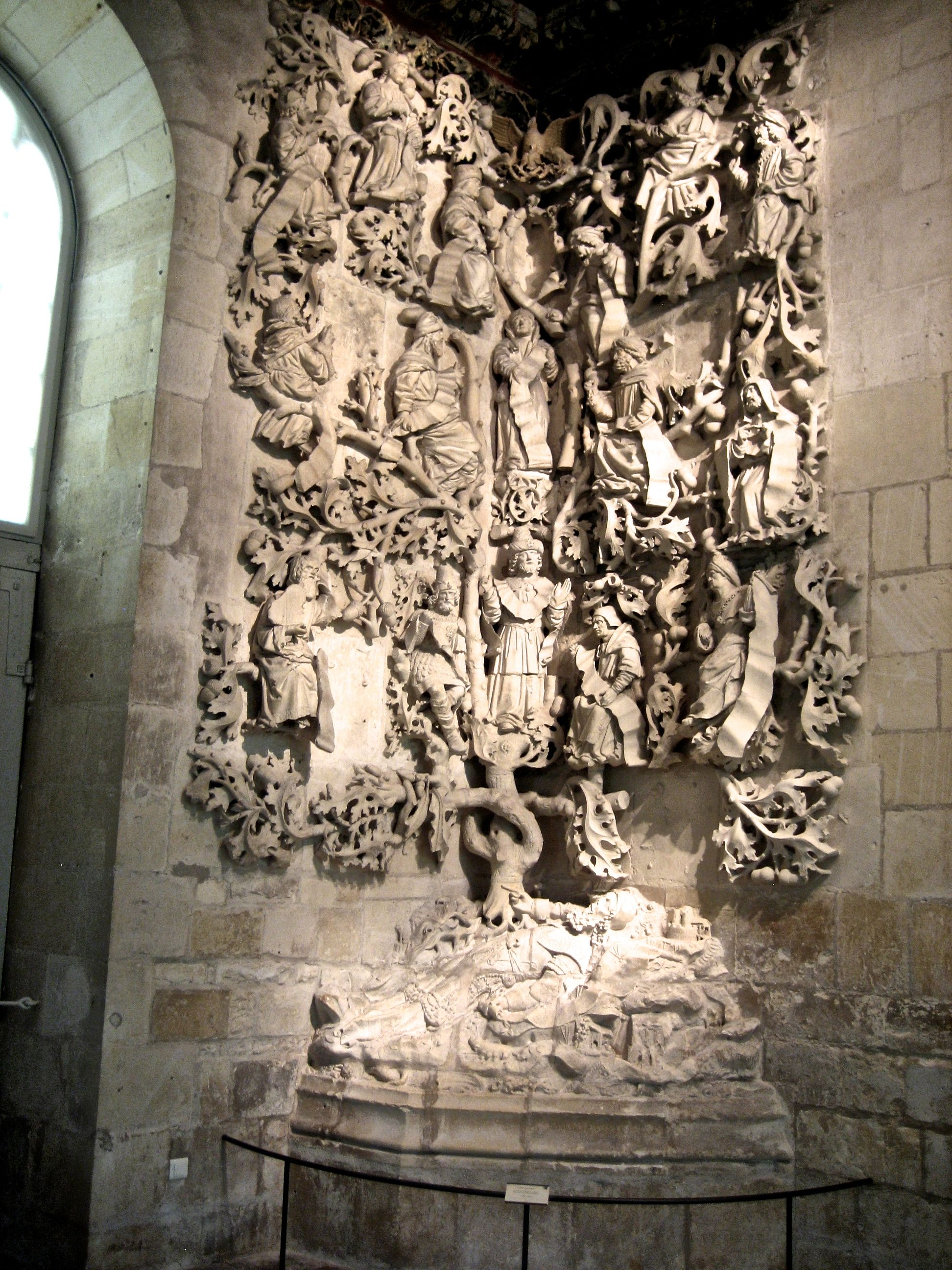
Arbre d'Aaron, calcaire, Musée de l'hospice Saint-Roch à Issoudun (XVIe siècle)

Contrairement à ce qu'avait avancé le père Jules Chevalier en 1899, il ne s'agit pas d'un arbre de Melchisédech. Celui-ci représente en premier lieu l'ascendance sacerdotale charnelle de Jésus, illustrée par la présence d'Anne, la mère  de la Vierge Marie. Celle-ci descend en effet d'Aaron, frère aîné de Moïse et premier des grands prêtres. Il faut donc voir dans cet arbre une métaphore du rameau d'Aaron, ce qui établit ainsi une symétrie végétale symbolique entre les deux arbres de la chapelle, complétant leur symétrie physique de part et d'autre du vitrail central.
Aaron est représenté deux fois. La première fois dans la force de l'âge, en bas et au centre de l'arbre, entouré de son frère Moïse tenant les tables de la Loi, de son fils Eléasar et de son petit-fils Phinéas qui lui ont succédé comme grand-prêtre ; la seconde fois allongé sur le socle, montrant du doigt à son frère Moïse, au moment de mourir, de quelle manière extraordinaire son rameau a évolué. Il est revêtu de l'intégralité des attributs que Dieu a ordonné à Moïse comme tenue pour le grand-prêtre (Exode, chapitre 25).
Au milieu de l'arbre se trouvent des prophètes rappelant, selon la tradition initiée par l'abbé Suger à Saint-Denis, que la venue sur terre de Jésus s'est inscrite dans une longue succession d'annonces prophétiques. On reconnait notamment, regroupés autour du tronc, les trois grands prophètes canoniques, Isaïe, Ézéchiel et Jérémie.
Les personnages sont debout ou assis ; la plupart d'entre eux ont le regard tourné vers le centre de la sculpture où il y avait une figure qui a malheureusement disparu. Ce devait être un couffin dans lequel se trouvait la Vierge Marie au moment de sa naissance. Elle est entourée de ses parents, Anne à gauche et Joachim à droite. Au-dessus d'elle se trouve un groupe de pélicans, ayant conservé sa polychromie originale, symbolisant son futur fils, Jésus, qui donnera son sang lors de la Passion. 
En haut à droite de Joachim est représenté son ancêtre Natan, deuxième fils de David et de Bethsabée et frère cadet de Salomon. Sa présence confirme l'ascendance royale charnelle de Jésus, en rappelant qu'il descend bien du roi David par sa mère.
Enfin, le personnage assis, à la droite d'Aaron, revêtu de la calotte d'un dignitaire de l’Église, représente le donateur et commanditaire de l'ensemble : Pierre de la Chèze.

#### Arbre de Chaumont

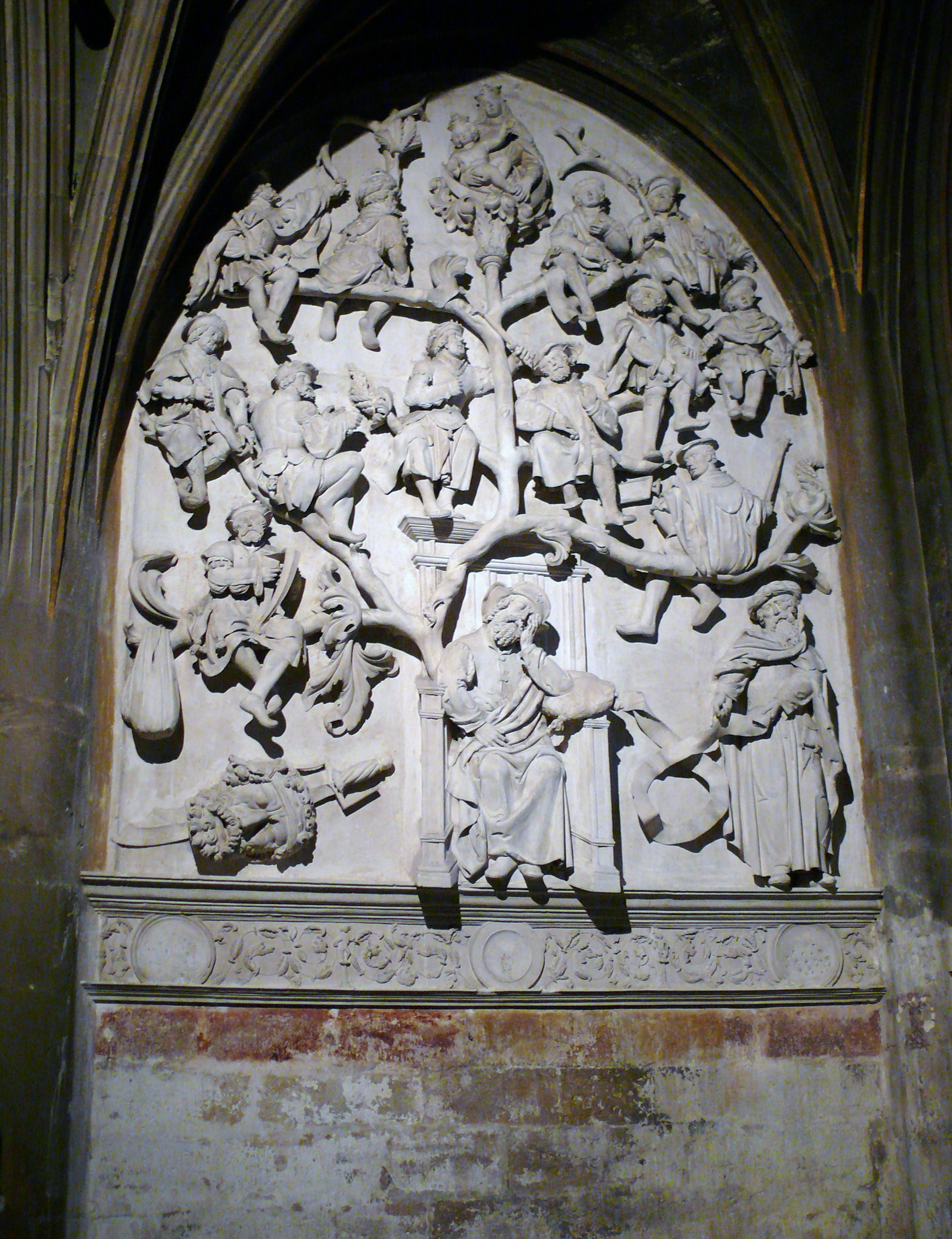
Arbre de Jessé de la basilique Saint-Jean-Baptiste de Chaumont.

La Basilique Saint-Jean-Baptiste de Chaumont contient un exemple remarquable d'arbre de Jessé en haut-relief datant du premier quart du XVIe siècle. Le haut-relief en calcaire mesure 4,50 mètres de haut sur 3,20 m à sa base. On y voit Jessé assis, endormi. L'arbre lui-même porte une douzaine de personnages, et est couronné d'une Vierge à l'Enfant. Sur la première branche, à gauche, on reconnaît David à la harpe qu'il porte. Au sol gît l'énorme tête de Goliath. À droite, le personnage debout est le prophète Isaïe.

#### Arbre à Carnavalet

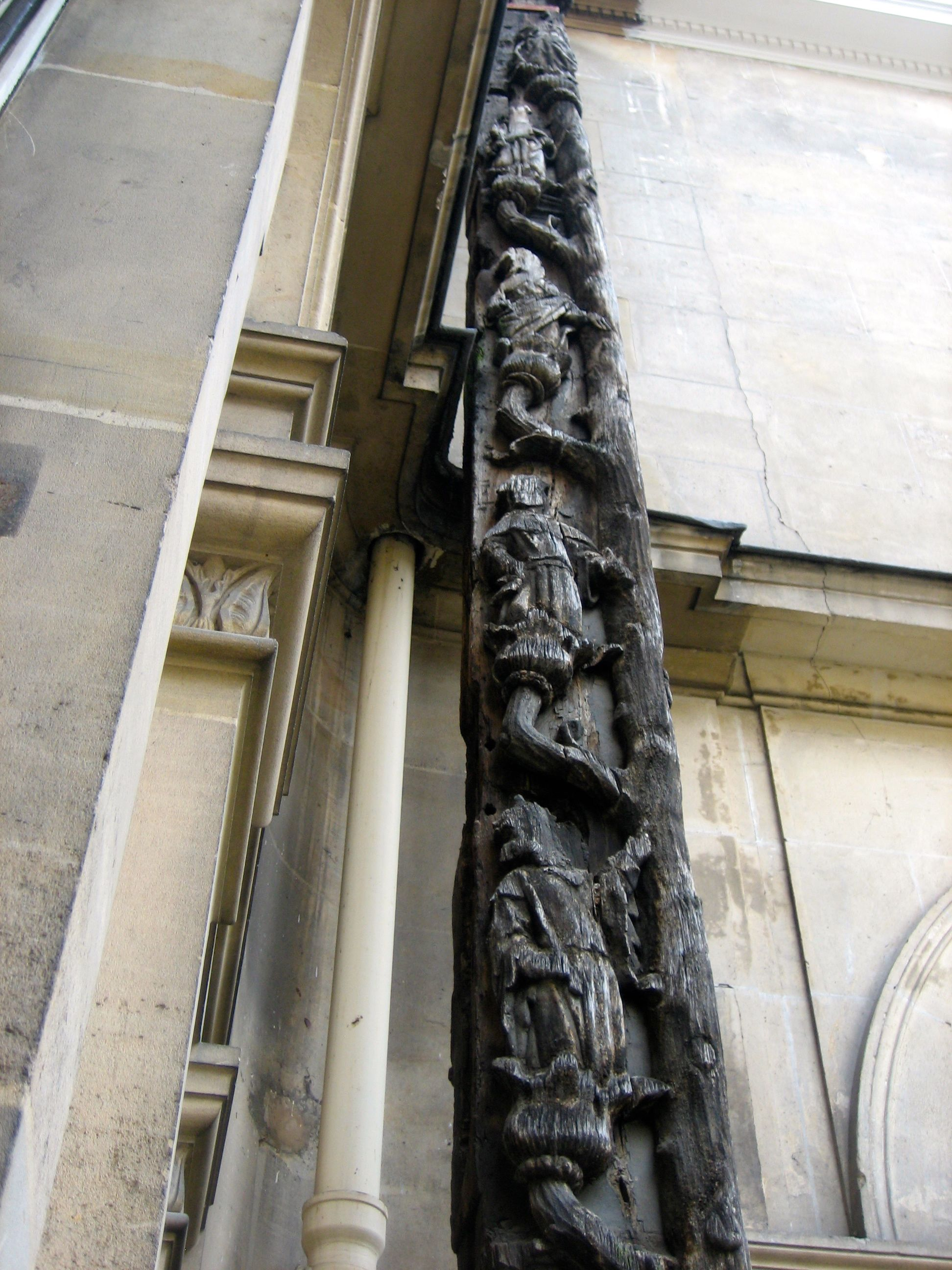
Musée Carnavalet, Arbre de Jessé, en bois (détail).

Au Musée Carnavalet, à Paris, on peut voir un arbre de Jessé en bois, très haut, et en assez mauvais état. Il est installé dans la cour dite d'Henri IV, qui jouxte les salles d'enseignes. Elle mesure 9 mètres de hauteur et a une largeur de 37 cm et date de la fin du XVe siècle. À l'origine, cette colonne en chêne se trouvait à l'angle de la rue Saint-Denis et de la rue des Prêcheurs.
Elle représente divers patriarches ou rois, sur des tiges bien reconnaissables; les têtes des personnages ont été détruites. Des représentations sous forme de pilastres ou colonnes sont par exemple le pilastre de la salle capitulaire (chapter house), Abbaye de Westminster, ou encadrement du portail nord du baptistère de Parme : sur son montant droit est sculpté un arbre de Jessé, sur le montant gauche une généalogie aboutissant à Moïse.

#### Arbres en Bretagne
En Bretagne, on rencontre un autre type d'arbre de Jessé, plus tardif. Comme fréquemment, c'est la Vierge à l'Enfant qui est la figure centrale. Jessé est couché, mais il n'est pas seul. Il lui est associé un deuxième personnage, féminin, à l'allure fantastique. Elle est couchée soit tête-bêche, soit au-dessus de Jessé, elle a la même taille, est cornue, a la poitrine nue et le bas du corps, couvert d'écailles, se termine par une longue queue qui se love autour du tronc de l'arbre. Dans une main, elle tient une pomme, l'autre bras également couvert d'écailles se termine par une main griffue à quatre doigts.
En haut relief ou en statue, ces arbres de Jessé sculptés en bois, et polychromes, se rencontrent à Saint-Aignan (Morbihan), Saint-Thégonnec, Cléguérec, ou à Trédrez-Locquémeau. Il y a au moins quinze arbres sculptés en Bretagne; treize introduisent la figure d'une démone, cornue, à la poitrine dénudée, tenant une pomme, et allongée. Ce sont ceux de Cléguérec, Duault, Guimaëc, Loc-Envel, Locquirec, Ploerdut, Plounevezel, Plourin-Morlaix, Saint-Aignan, Saint-Thégonnec, Saintt-Tugdual, Saintt-Yvi et Trédrez. Ils datent du XVIe siècle, hormis cinq arbres datant du XVIIe siècle.

### Autres supports
On trouve des arbres de Jessé, en Autriche ou Allemagne, sculptés dans des retables ou comme dessus d'autel, par exemple le retable de l'église paroissiale Saint-Étienne (de) de Braunau am Inn, même si la filiation n'y est pas clairement visible et Jessé est absent, ou le dessus d'autel de l'église Saint-Pierre-et-Saint-Paul de Sankt Pantaleon-Erla, en Basse-Autriche.
Un autre support est choisi dans la cathédrale Notre-Dame du Siège de Séville en Andalousie, où l'arbre figure dans la grille du chœur.
Le plus somptueux exemple est peut-être le retable de la chapelle Sainte-Anne de la cathédrale Sainte-Marie de Burgos, une œuvre de Gil de Siloé et Diego de la Cruz, au sommet duquel trônent la Vierge et l'enfant, mais au cœur de l'arbre figure la rencontre d'Anne et de Joachim son époux.
D'autres supports ont été utilisés ; ainsi, l'arbre de Jessé est blason de Het Bloemken Jesse (en français : la Petite Fleur de Jessé), qui est une chambre de rhétorique de Middelbourg en Zélande et qui existait déjà au XVe siècle.

### Galerie

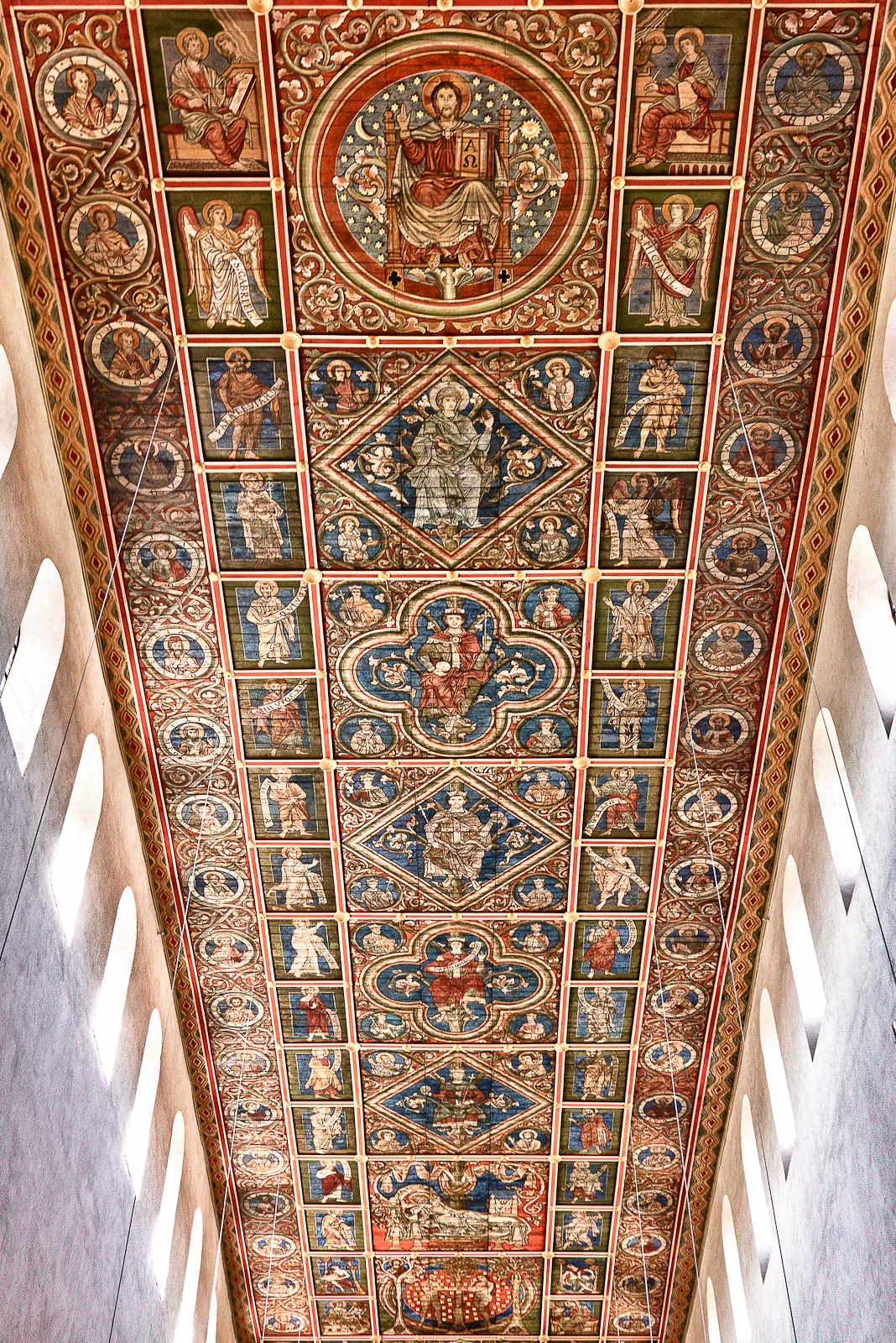
Église Saint-Michel de Hildesheim.
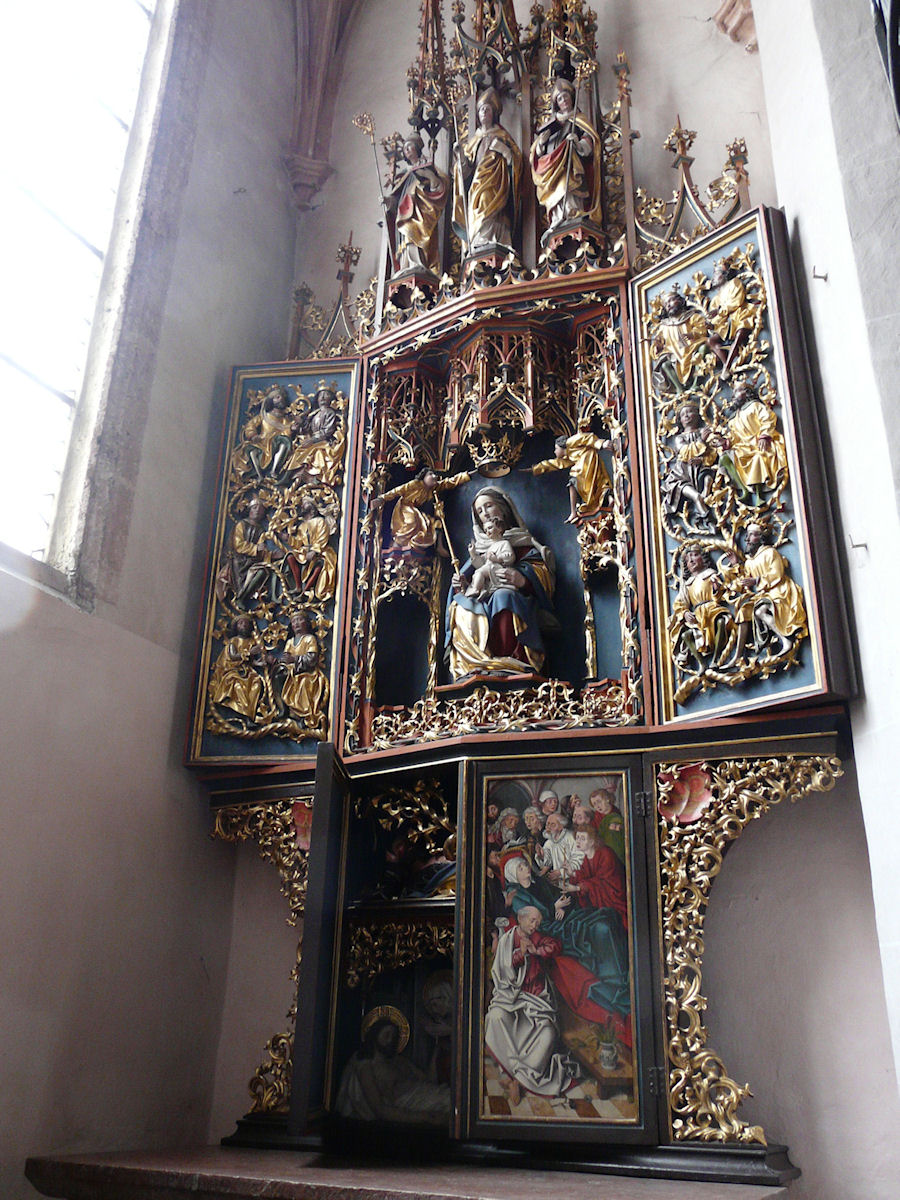
Braunau am Inn.
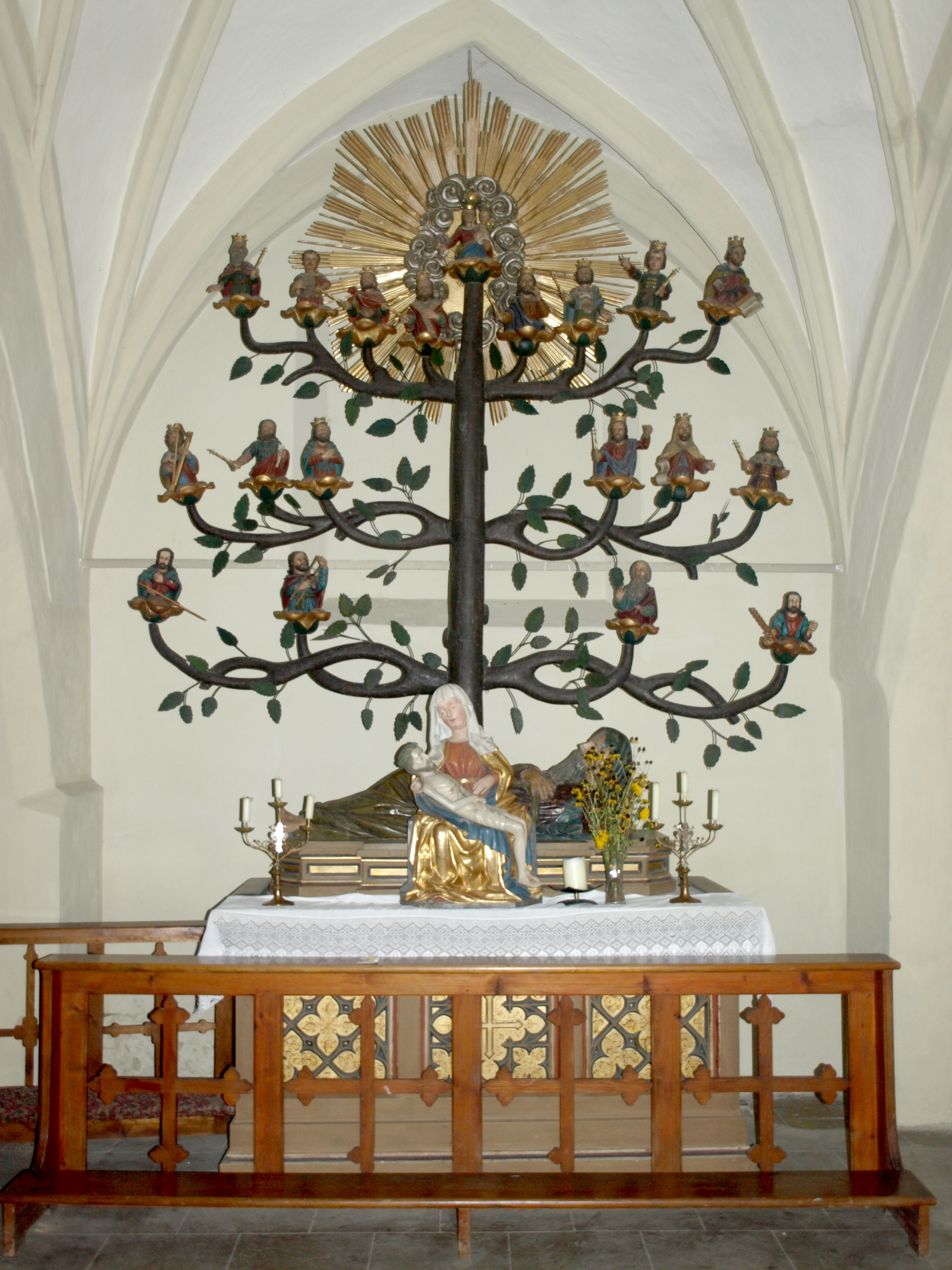
Sankt Pantaleon-Erla.
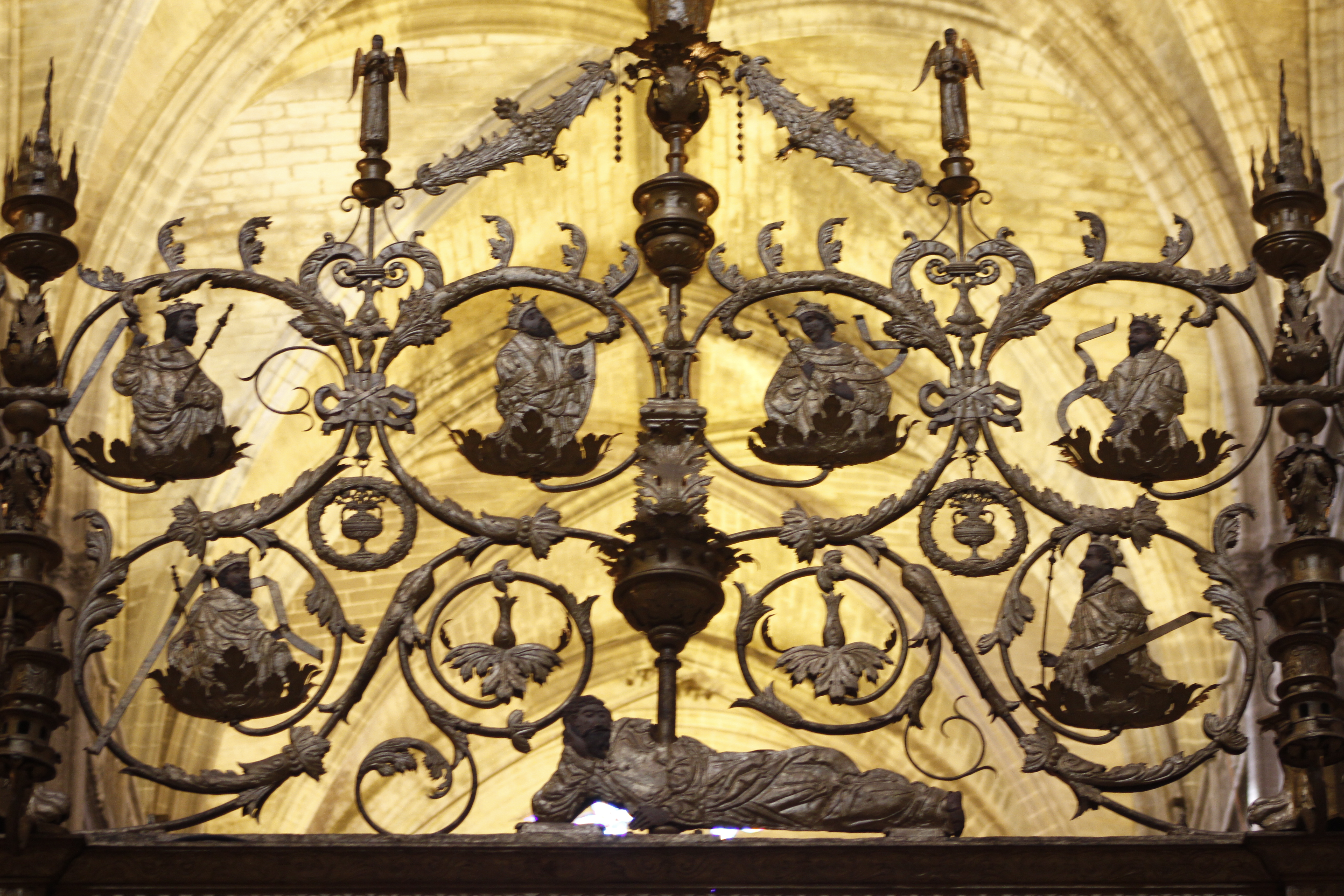
Notre-Dame du Siège de Séville.
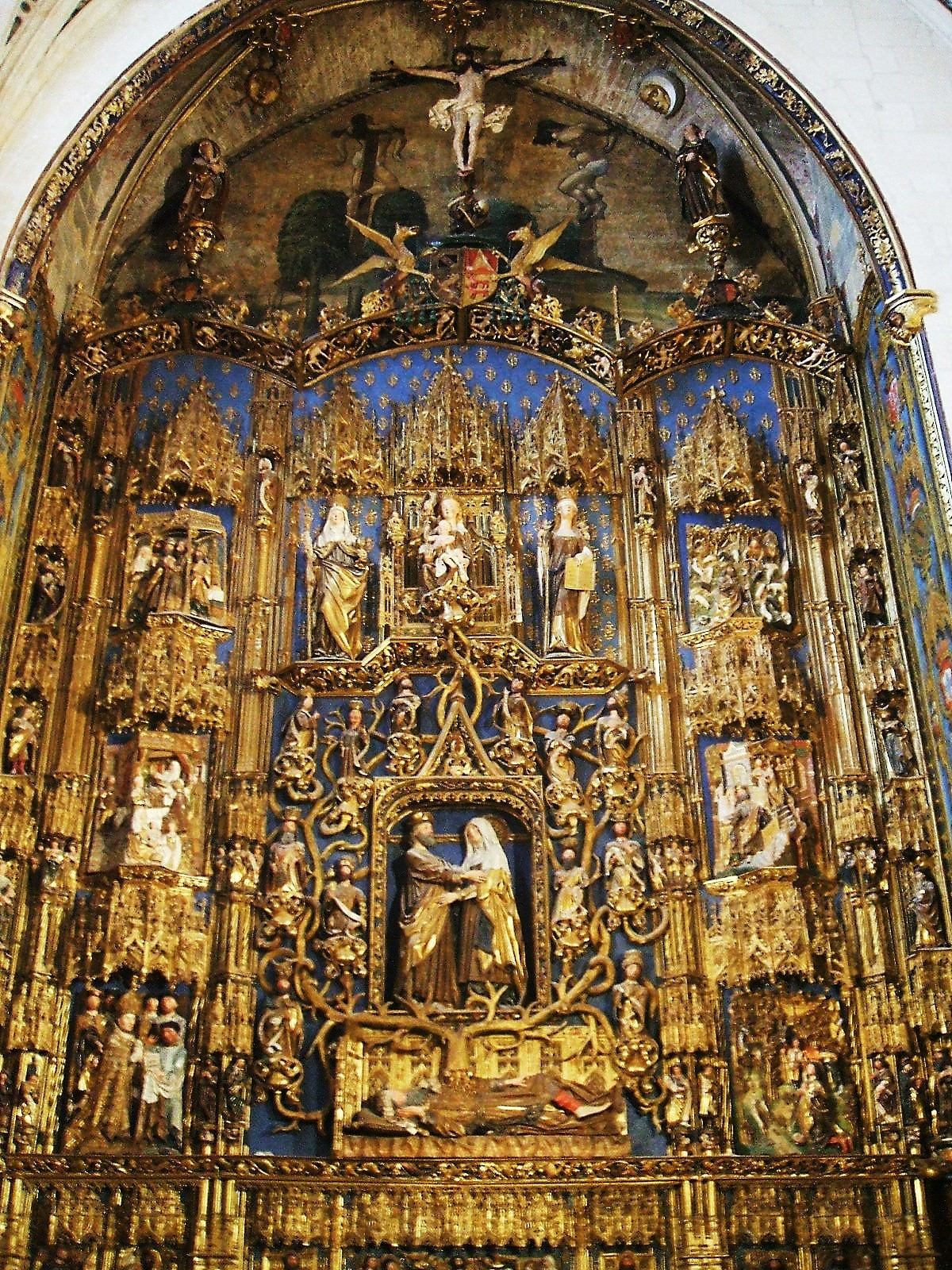
Sainte-Marie de Burgos.
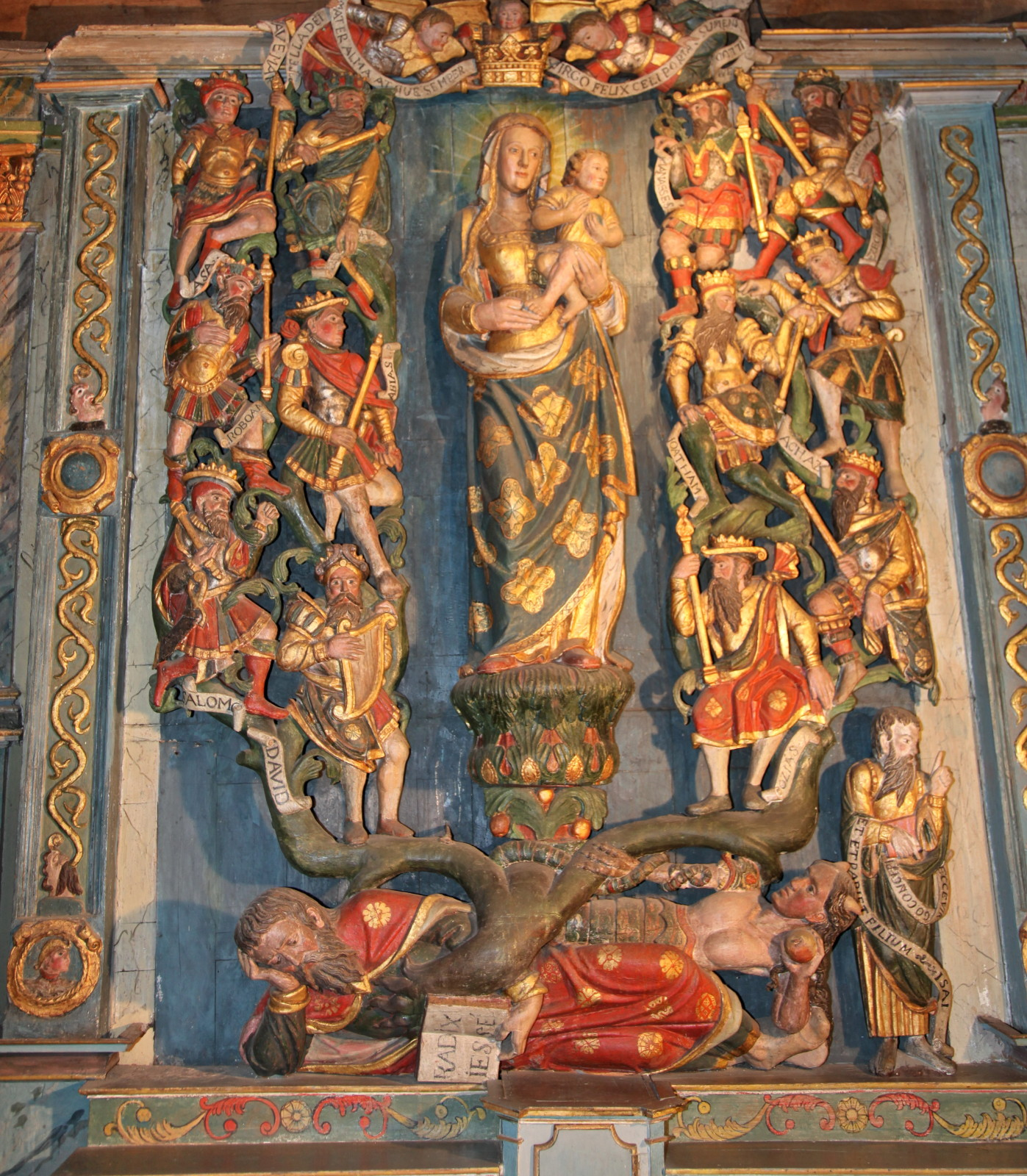
Église de Saint-Aignan (Morbihan)[20].

## Peintures

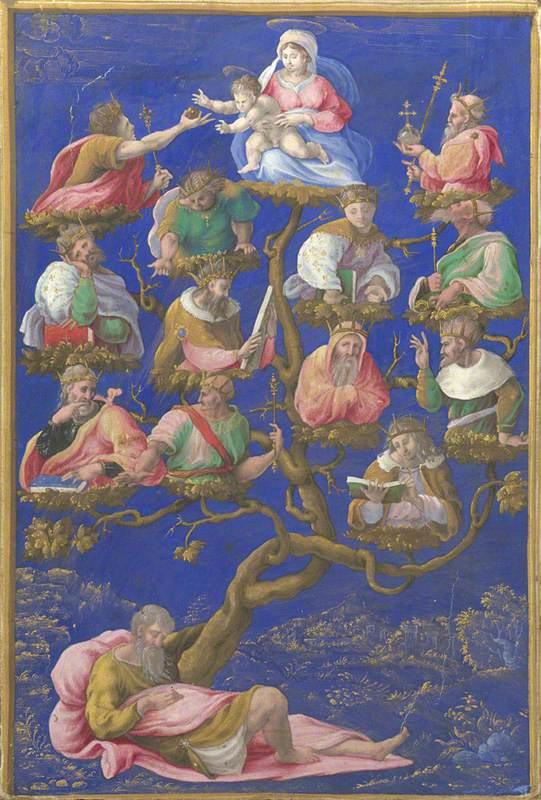
Arbre de Jessé attribué à Genga, (v. 1535).

Les peintures d'arbres de Jessé sont en général plus tardives. Un tableau atrribué à Geertgen tot Sint Jans ou à Jan Mostaert, peint à l'huile sur panneau, montre les rois David, Solomon, Rehoboam, Abia, Asa, Jehosaphat, Joram, Uzziah, Joatham, Achaz. Hezechias et Manasse. Des deux côtés de Jessé sont deux prophètes, probablement Isaïe et Jérémie. La donatrice est agenouillée. Le tableau est actuellement prêté au Musée Boijmans Van Beuningen.
- Une peinture murale dans l'église paroissiale Saint-Pierre-ès-Liens de Saint-Antoine-Cumond (Dordogne).
- Une peinture murale réalisée après 1453, dans l'église dite Buurkerk (en) à Utrecht[21].
- Israhel van Meckenem (1445 - 1503) a réalisé un gravure de l'arbre de Jessé[22].

## Développements
Le succès de la représentation iconographique de la généalogie par l’arbre de Jessé entraîne sa popularisation. Il sert de modèle pour représenter la généalogie, des familles royales d'abord, et devient enfin le prototype de l'arbre généalogique.
À partir du XVe siècle, des communautés religieuses aussi choisissent un modèle assez proche de l’arbre de Jessé : le fondateur est figuré donnant naissance à un arbre qui porte les plus insignes membres de l’ordre. Chaque ordre développe un arbre selon des modalités spécifiques : on trouve ainsi des arbres de Franciscains et de Dominicains. L’arbre de Jessé a inspiré des arbres de parenté féminine du Christ à partir de la fin du XVe siècle, comme l’arbre d'Anne, l’arbre d'Anne et de Joachim, ou encore l’arbre d'Émérencie, la mère d'Anne, et l’arbre d'Ismérie, la sœur d'Anne.
Avec le renouveau, au XIXe siècle, du goût pour l’art roman et gothique, l'arbre de Jessé retrouve une place notable dans les églises néoromanes et néogothiques; en témoignent le vitrail de Notre-Dame de Paris, signé Édouard Didron, qui date d'avant la fin, en 1864, de la campagne de restauration confiée à Viollet-le-Duc ou le vitrail, plus modeste, de l'église de l'Immaculée-Conception (Paris), ou encore, au centre de la chapelle absidiale du Sacré-Cœur de l'église Saint-Pierre de Dreux, un arbre de Jessé daté de 1877, œuvre d'Eugène Moulin. Un arbre plus moderne est installé dans la Basilique Notre-Dame Virga-Jessé de Hasselt sur lequel est inscrit la date de 1989.